# Daniel Brillat
Daniel Brillat (ur. 27 lipca 1945 roku w Vieu) – francuski kierowca wyścigowy.

## Kariera
Brillat rozpoczął karierę w międzynarodowych wyścigach samochodowych w 1974 roku od startu w klasie S 2.0 24-godzinnego wyścigu Le Mans, którego jednak nie ukończył (49. miejsce w klasyfikacji generalnej i piąta pozycja w klasie). Rok później odniósł zwycięstwo w klasie T (27 w klasyfikacji generalnej). W późniejszych latach Francuz pojawiał się także w stawce European Touring Car Championship oraz World Challenge for Endurance Drivers. W 24-godzinnym wyścigu Le Mans startował także w latach 1976 oraz 1979 w klasie S 2.0, jednak nie zdołał osiągnąć linii mety.